# Фабрике ди Верджемоли
Фа̀брике ди Верджѐмоли (на италиански: Fabbriche di Vergemoli) е община в централна Италия, провинция Лука, регион Тоскана. Разположена е на 484 m надморска височина. Населението на общината е 831 души (към 2012 г.).
Общината е създадена в 1 януари 2014 г. Тя се състои от двете предшествуващи общини Фабрике ди Валико и Верджемоли, които сега са най-важните центрове на общината.